# یخبندان میندل

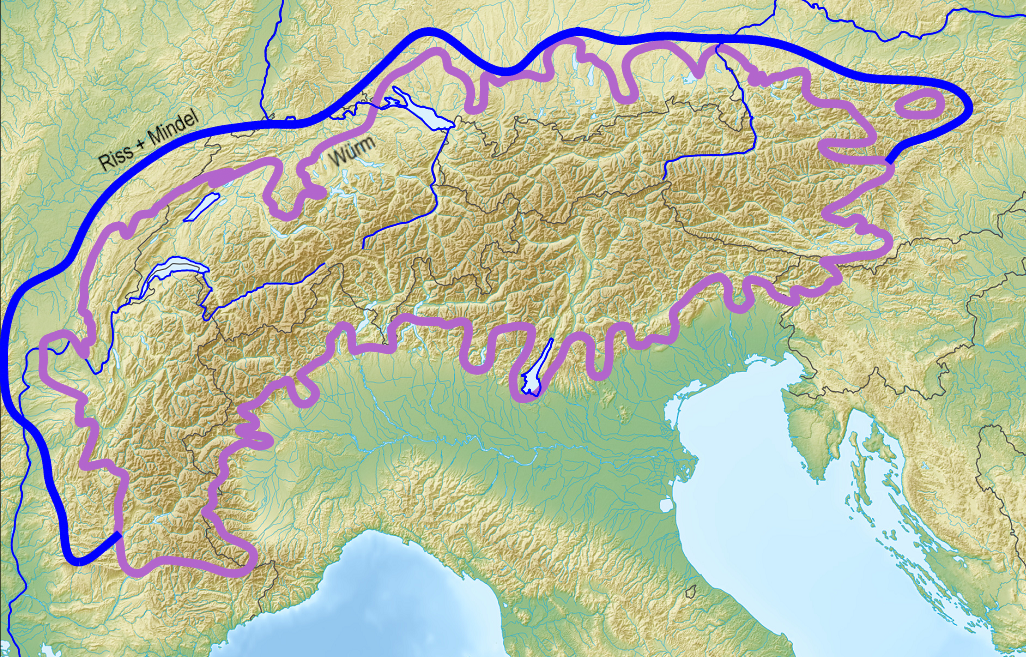
گسترش یخبندان‌های آلپی. آبی: مرز ورقه‌های یخی در یخبندان‌های میندل و ریس.

یخبندان میندل (به انگلیسی: Mindel glaciation) سومین عصر یخبندان قدیمی در کوه‌های آلپ است. نام این یخبندان توسط آلبرت پنک و ادوارد بروکنر انتخاب شد. یخبندان میندل در پلیستوسن میانه پیش از یخبندان هاسلاش-میندل و پس از دوره میان‌یخچالی میندل-ریس روی داد.